# Liste der Baudenkmäler in Kirchdorf (Hallertau)
Auf dieser Seite sind die Baudenkmäler in der niederbayerischen Gemeinde Kirchdorf zusammengestellt. Diese Tabelle ist eine Teilliste der Liste der Baudenkmäler in Bayern. Grundlage ist die Bayerische Denkmalliste, die auf Basis des Bayerischen Denkmalschutzgesetzes vom 1. Oktober 1973 erstmals erstellt wurde und seither durch das Bayerische Landesamt für Denkmalpflege geführt wird. Die folgenden Angaben ersetzen nicht die rechtsverbindliche Auskunft der Denkmalschutzbehörde.

## Baudenkmäler nach Ortsteilen

### Kirchdorf
| Lage                      | Objekt                                | Beschreibung | Akten-Nr.             | Bild                |
| ------------------------- | ------------------------------------- | --- | --------------------- | ------------------- |
| Hauptstraße 33 (Standort) | Ehemaliger Pfarrhof                   | Zweigeschossiger Greddachbau in Holz-Blockbauweise, mit Dachhäuschen und Fledermausgauben, 18. Jahrhundert | D-2-73-139-1 Wikidata | Ehemaliger Pfarrhof |
| Hauptstraße 39 (Standort) | Katholische Pfarrkirche St. Elisabeth | Saalkirche mit Satteldach und eingezogenem, fünfseitig geschlossenem Chor, Chorflankenturm nach Norden mit Steildach, Turmunterbau wohl 14. Jahrhundert, um 1600 erhöht, Chor aus dem 15. Jahrhundert, um 1750 barockisiert, Langhaus um 1750, 1920/21 nach Westen verlängert; mit Ausstattung 1956 Langhausdeckenfresko Rosenwunder Elisabeth mit göttlichen Tugenden, Empfang Elisabeth im Himmel durch Maria und Trinität, darunter barmherzige Ordensfrauen, gemalt von dem Kunstmaler Josef Wittmann, Maler des Neubarocks. Der Entwurf hat sich erhalten und befindet sich mit den Entwürfen zur kirchlichen Malerei im Diözesanmuseum Regensburg Kirchhofmauer mit Grabdenkmälern des 17. bis 19. Jahrhunderts, wohl 18./19. Jahrhundert | D-2-73-139-2 Wikidata | weitere Bilder      |

### Mantelkirchen
| Lage                            | Objekt                        | Beschreibung | Akten-Nr.             | Bild           |
| ------------------------------- | ----------------------------- | --- | --------------------- | -------------- |
| Obermantelkirchen 12 (Standort) | Katholische Kirche St. Petrus | Saalkirche mit Steildach und dreiseitigem Chorschluss, Ende 16./Anfang 17. Jahrhundert, im 18. Jahrhundert barockisiert, Chorflankenturm mit Oktogon und Spitzhelm, 19. Jahrhundert; mit Ausstattung | D-2-73-139-6 Wikidata | weitere Bilder |

## Ehemalige Baudenkmäler
In diesem Abschnitt sind Objekte aufgeführt, die früher einmal in der Denkmalliste eingetragen waren, jetzt aber nicht mehr. Objekte, die in anderem Zusammenhang also z. B. als Teil eines Baudenkmals weiter eingetragen sind, sollen hier nicht aufgeführt werden. Aktennummern in diesem Abschnitt sind ehemalige, jetzt nicht mehr gültige Aktennummern.

| Lage                                 | Objekt     | Beschreibung                                               | Akten-Nr.             | Bild |
| ------------------------------------ | ---------- | ---------------------------------------------------------- | --------------------- | ---- |
| Kirchdorf Rohrer Straße 9 (Standort) | Bauernhaus | Erdgeschossiges Greddachhaus, erste Hälfte 19. Jahrhundert | D-2-73-139-3 Wikidata | BW   |

## Abgegangene Baudenkmäler
In diesem Abschnitt sind Objekte aufgeführt, die früher einmal in der Denkmalliste eingetragen waren, jetzt aber nicht mehr existieren, z. B. weil sie abgebrochen wurden. Aktennummern in diesem Abschnitt sind ehemalige, jetzt nicht mehr gültige Aktennummern.

| Lage                                | Objekt                      | Beschreibung | Akten-Nr.             | Bild |
| ----------------------------------- | --------------------------- | --- | --------------------- | ---- |
| Kirchdorf Hauptstraße 41 (Standort) | Ehemaliges Benefiziatenhaus | Zweigeschossiger Satteldachbau mit Putzbändern und Streifenrustika im Erdgeschoss, Ende 19. Jahrhundert; mit Ausstattung Zugehöriges Waschhaus, winkelförmiger eingeschossiger Bau mit Flachsatteldach, wohl Ende 19. Jahrhundert | D-2-73-139-8 Wikidata | BW   |